# Dánae

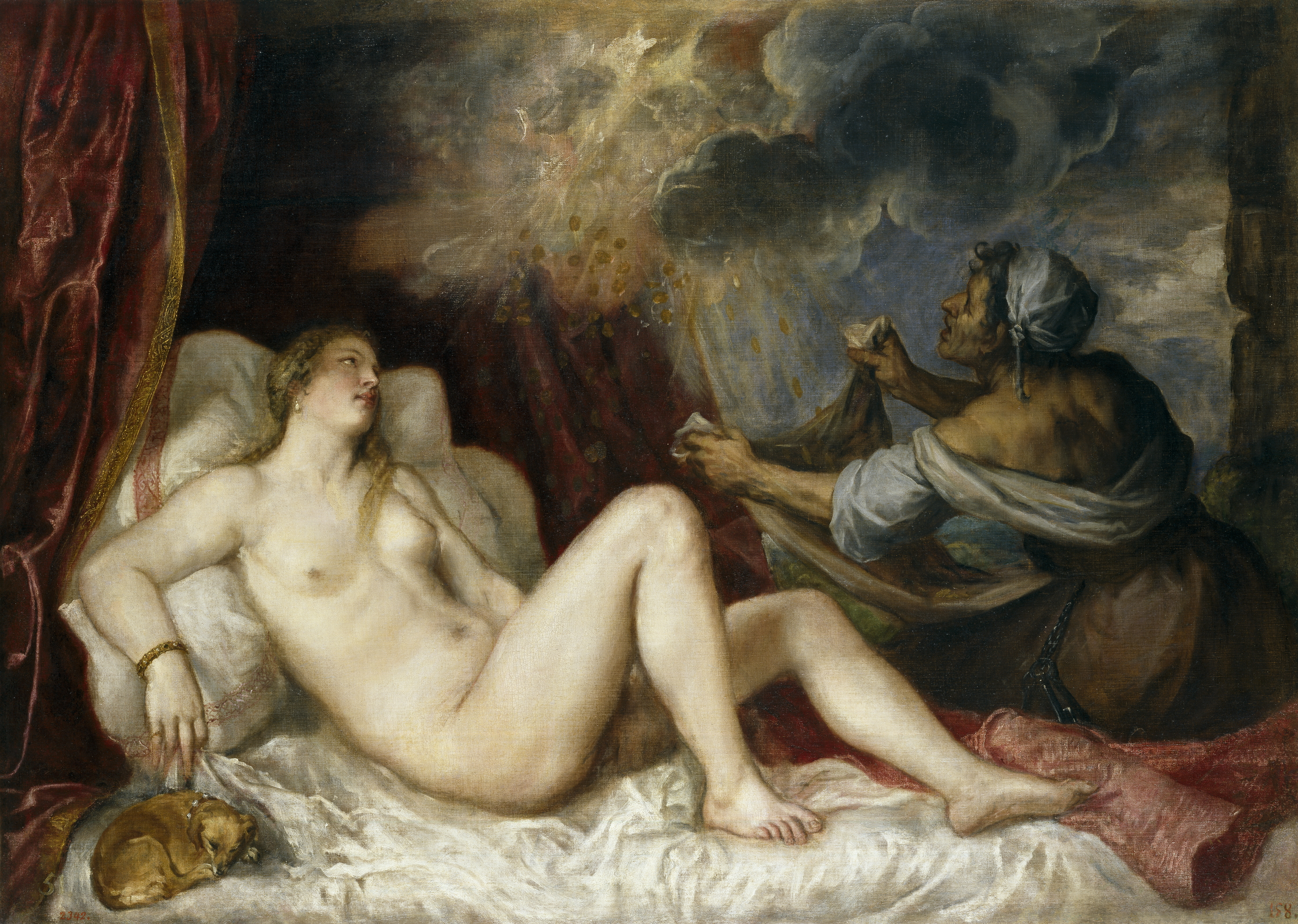
Dánae recibiendo la lluvia de oro, de Tiziano (1560-1565). Museo del Prado, Madrid.

Dánae (en griego Δανάη, «sedienta» o «abrasada»), en la mitología griega, era una princesa argiva hija de Acrisio, el rey de Argos, y de Eurídice, hija de Lacedemón. En dos fuentes tardías su madre es llamada Aganipe. Dánae, muchacha de bellos tobillos, es recordada por ser la madre de Perseo con Zeus mediante una ‘lluvia de oro’.
El padre de Dánae, Acrisio, decepcionado por carecer de herederos varones, consultó un oráculo para saber si esto cambiaría. El dios le contestó que de su hija había de nacer un hijo que lo mataría. Para evitar que se cumpliera la profecía Acrisio construyó una cámara subterránea de bronce o bien la obligó a permanecer en una prisión entre muros de piedra. La desdichada Dánae, recluida en su broncínea torre de puertas de roble era custodiada día y noche por siniestros perros guardianes, siempre en vela, que evitaban todo tipo de intrusos. Pero nada pudo detener a Zeus, que se había encaprichado de Dánae: transformado en lluvia de oro se unió a ella, cayendo hasta el seno de Dánae a través del techo, y de este modo la dejó embarazada. Fama es que de esta peculiar unión nació Perseo.
En realidad ninguna fuente menciona explícitamente «lluvia de oro», que es una expresión contemporánea. No obstante es lo que sugiere Píndaro con «de oro fluyente» y Ovidio con «de oro de lluvia». O bien Zeus convertido en oro, fluye. Pero, según algunos, a Dánae la sedujo su tío Preto, rey de Tirinto—e incluso se dice que llegó a forzar a la muchacha—, a causa de lo cual se suscitó una reyerta entre ambos hermanos. No en vano el odio que se profesaban Preto y Acrisio era más que conocido.
Ferécides aporta un par de detalles adicionales muy interesantes que no fueron replicados por mitógrafos posteriores. Dice que además de Dánae también fue encerrada en la prisión su nodriza, que suponemos de edad avanzada (como es representada en el cuadro de Tiziano), para asistir a la muchacha. También dice que Zeus, tras manifestarse como lluvia de oro, reasumió su forma auténtica y de esta manera más convencional yació con Dánae. La nodriza y Dánae criaron al joven Perseo hasta los tres o cuatro años pero un día Acrisio escuchó al niño, en uno de sus juegos, y en ese momento convocó a ambas mujeres ante el altar de Zeus Herceo y allí demandó saber la paternidad de su nieto. La vieja nodriza había sonreído alegremente al conocer que Acrisio tendría un sucesor al trono, acaso ignorando la ominosa profecía que atormentaba al rey de Argos.
Cuando más tarde Acrisio supo que Dánae había dado a luz a Perseo, y no creyendo que hubiera sido poseída por Zeus, puso a su hija y al niño en un arca o un cofre y lo arrojó al mar. Por la voluntad de Zeus el cofre arribó hasta la costa de la isla de Sérifos, donde ambos fueron recogidos por Dictis, un pescador de la isla. Este rompió el cofre hasta abrirlo, descubriendo en su interior a la madre y el niño. Después se los llevó a su hermano, el rey Polidectes, quien se casó con Dánae y condujo a Perseo al templo de Atenea. Se dice que el propio Dictis crio a Perseo como su propio hijo. Otros dicen que Polidectes se había enamorado de Dánae pero no pudo yacer con ella porque Perseo ya era adulto, por lo que fue en este momento cuando fingió querer desposarse con Hipodamía, hija de Enómao, y le pidió a Perseo la cabeza de Medusa como regalo de bodas. Incluso se dice que Polidectes amenazó con casarse a la fuerza con Dánae si Perseo no conseguía su preciado trofeo. Más tarde, después de matar a Medusa y rescatar a Andrómeda, Perseo regresó a Sérifos, donde halló a Dánae y a Dictis refugiados en el altar de Atenea a causa de la violencia de Polidectes. Perseo los liberó del tirano petrificándolo con la cabeza de la Gorgona. Acto seguido Perseo, Andrómeda y Dánae marcharon hacia Argos para ver a Acrisio. Entonces, cumpliéndose la profecía del oráculo, Acrisio murió accidentalmente a manos de Perseo, dejando así a Dánae huérfana.
Hecateo, que tiene una perspectiva más geográfica, nos dice que ‘Dana’ era el nombre fenicio de Dánae, alegando implícitamente que este mito, por consenso reconocido como una leyenda argiva, fue importado, pero es el único autor con esta opinión. En una historia tardía y netamente latina se nos dice que Dánae se fue a Italia, construyó la ciudad de Ardea —en el antiguo Lacio— y se casó con Pilumno, por quien se convirtió en la madre de Dauno, a su vez el antepasado de Turno.

## Dánae en el arte
El tema de Dánae, como muchos otros personajes de la mitología griega, ha sido tratado por gran número de pintores, entre ellos, Tiziano, en cuyo estudio se realizaron, entre 1540 y 1570, al menos cinco versiones, actualmente expuestas en el Museo del Prado, Apsley House, el Hermitage, el Museo de Capodimonte y el Kunsthistorisches Museum.
También el pintor Gustav Klimt retrató una Dánae en 1907 que se conserva actualmente en la Galería Würthle en Viena.

## Galería

Dánae en el arte
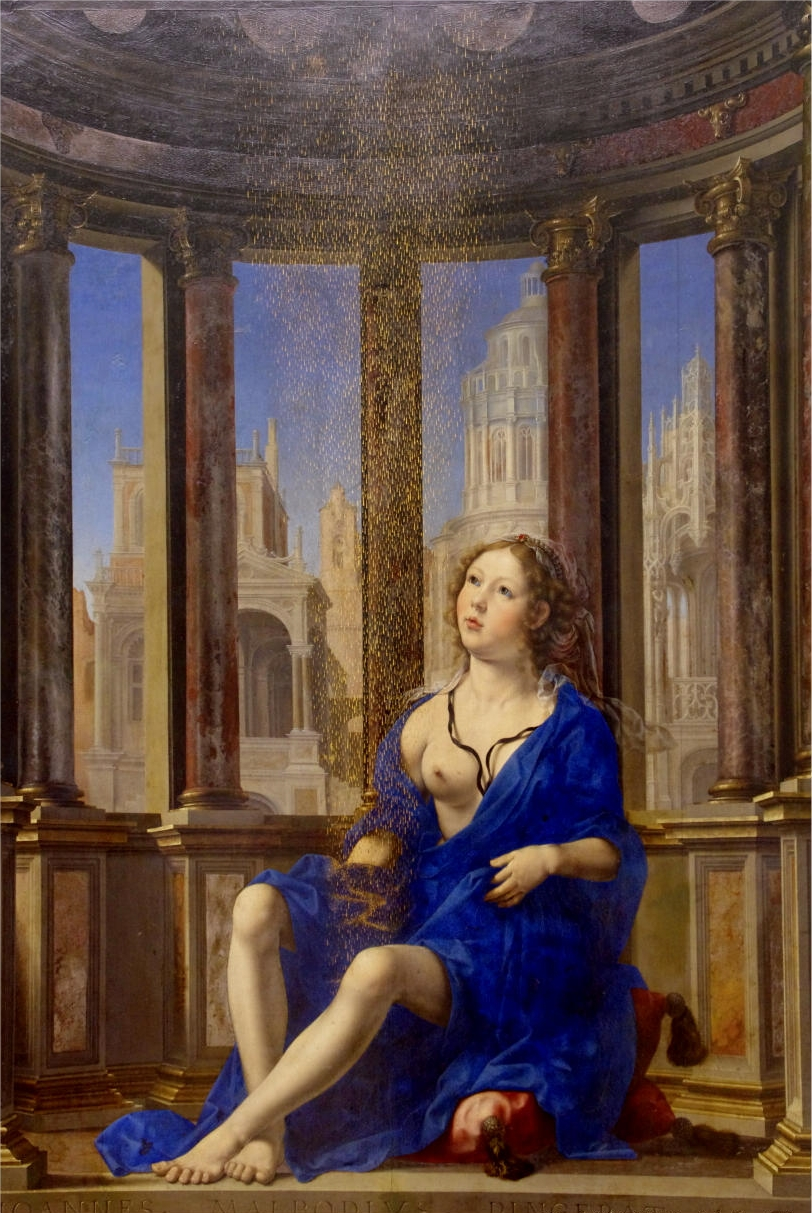
Dánae de Mabuse, 1527.
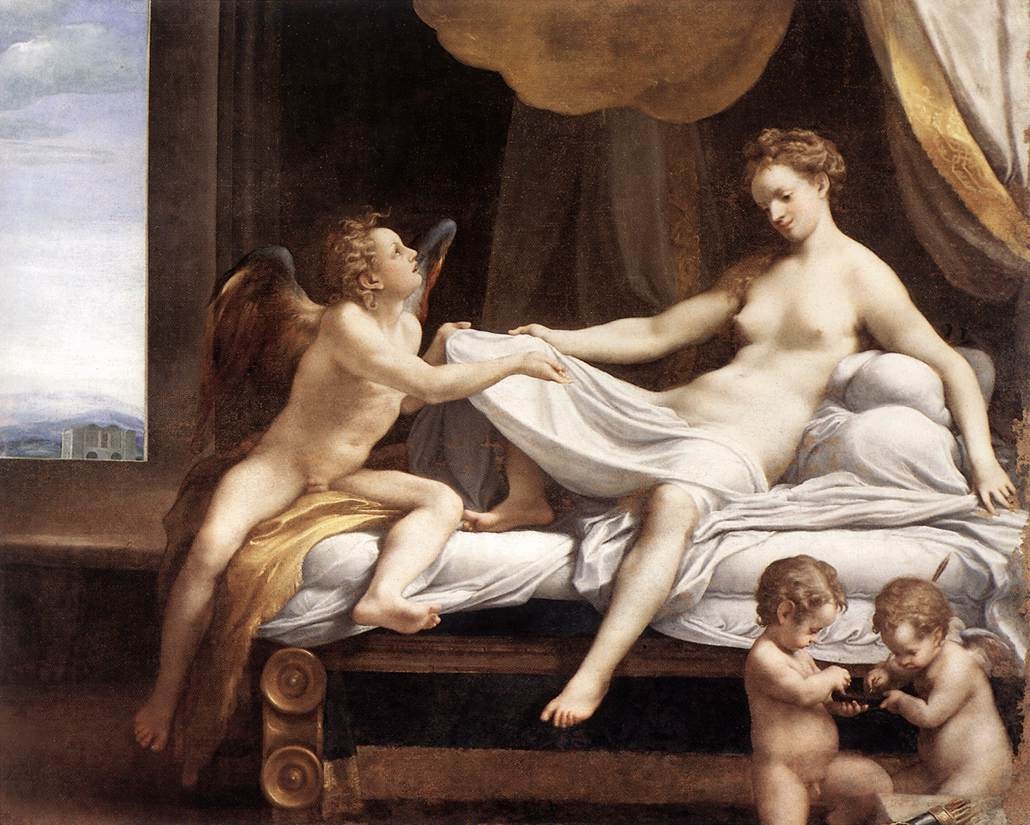
Dánae de Correggio, 1531–1532.
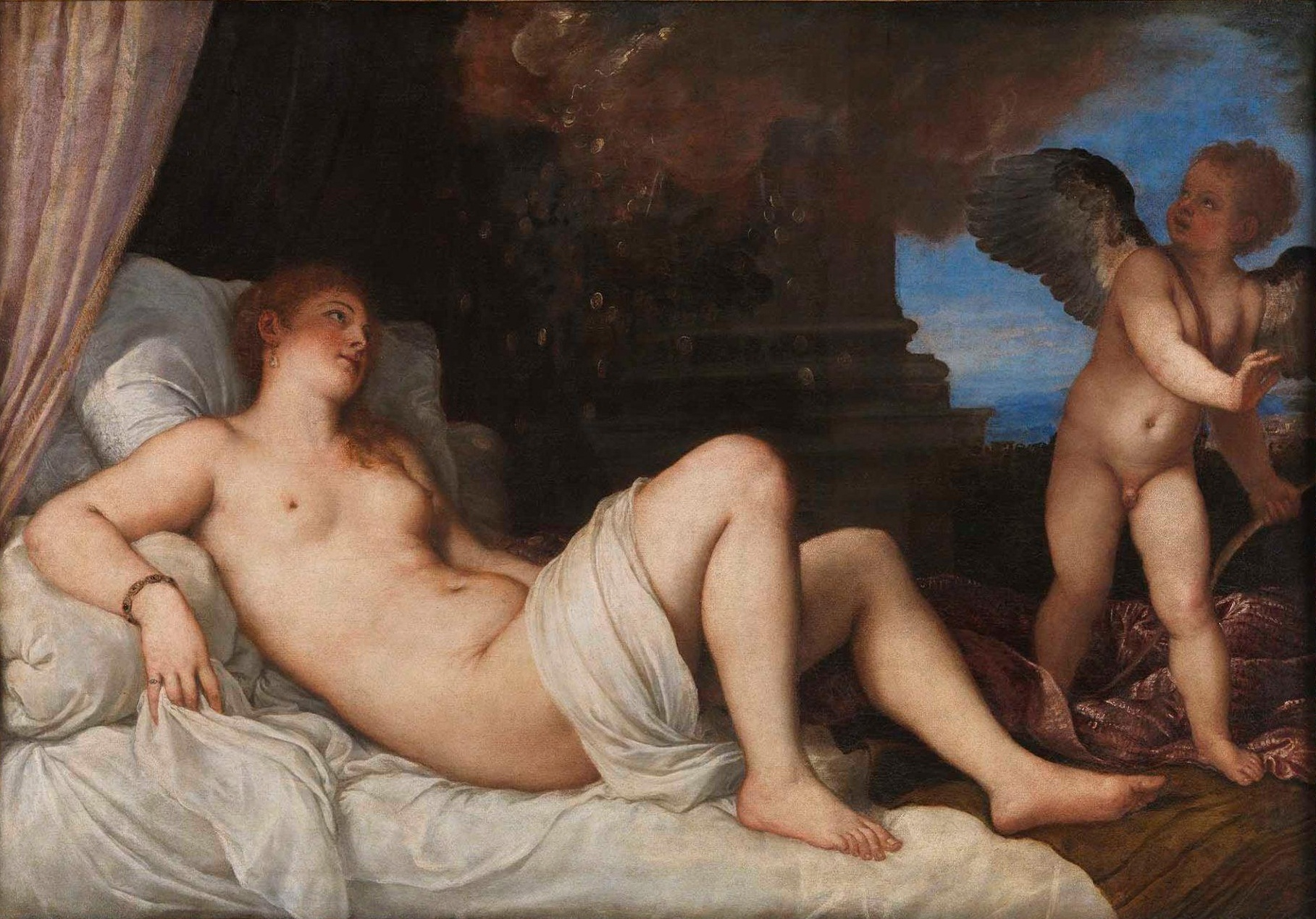
Dánae de Tiziano, 1544.
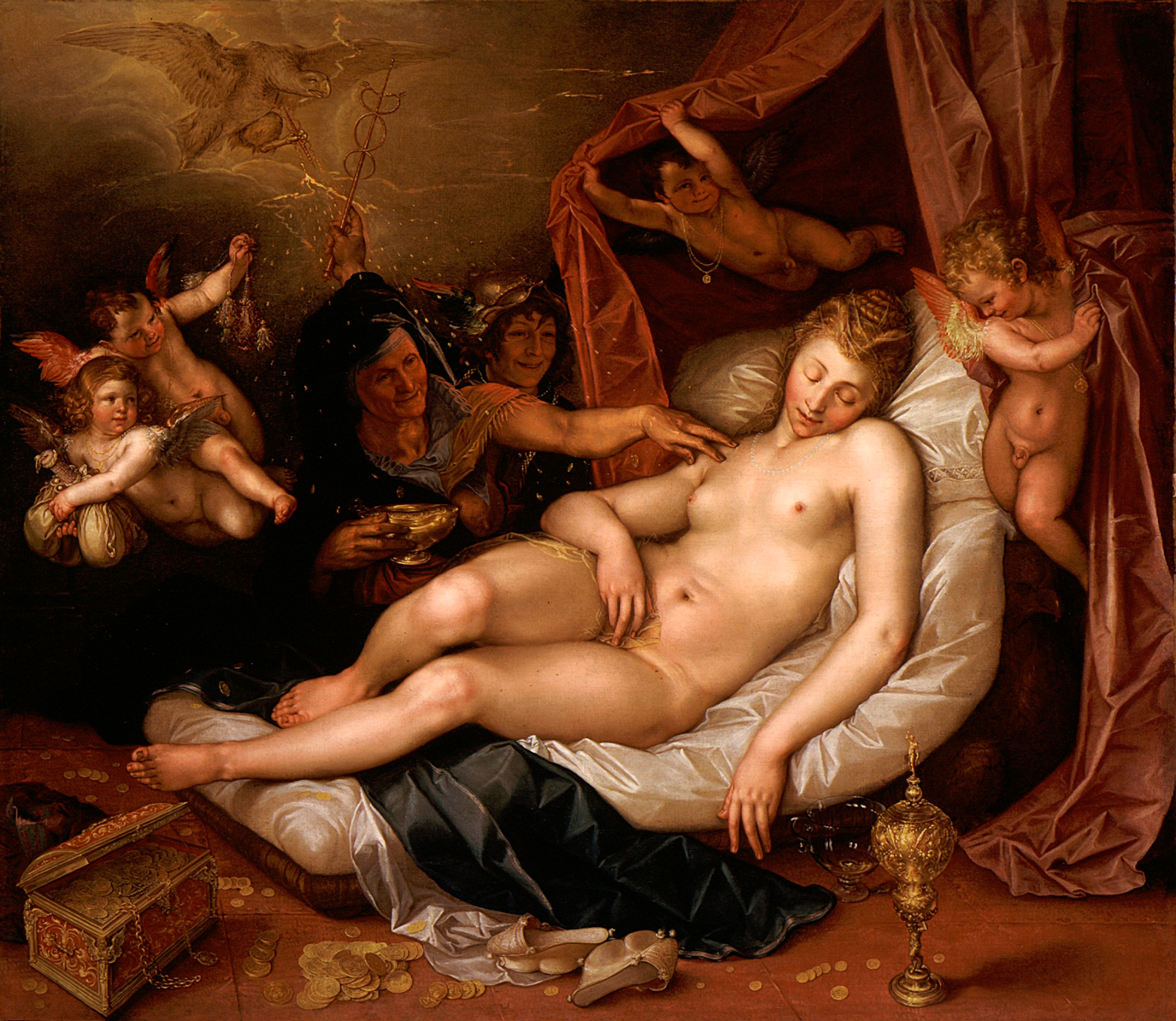
Dánae de Hendrick Goltzius, 1603.
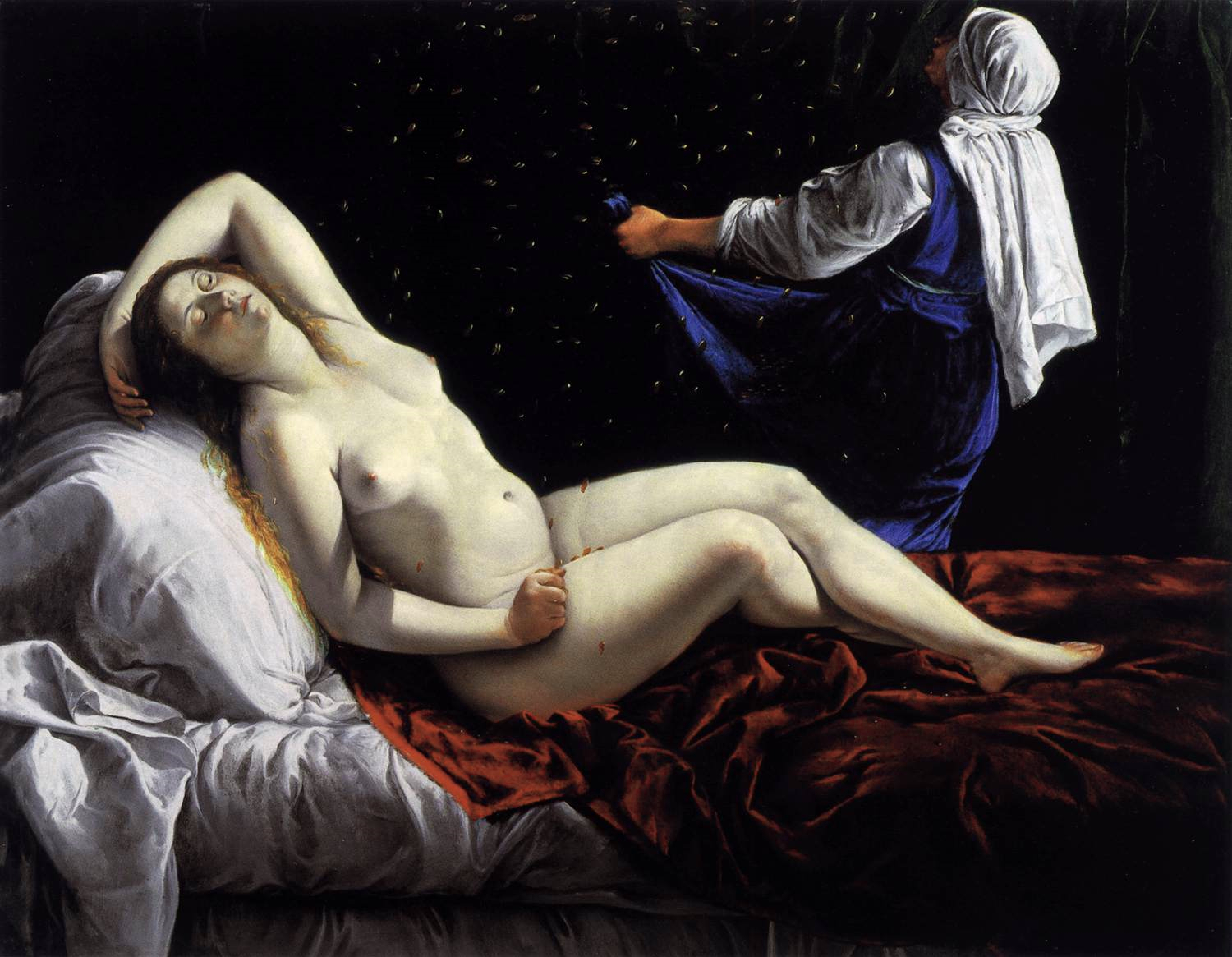
Dánae de Artemisia Gentileschi, c. 1612.
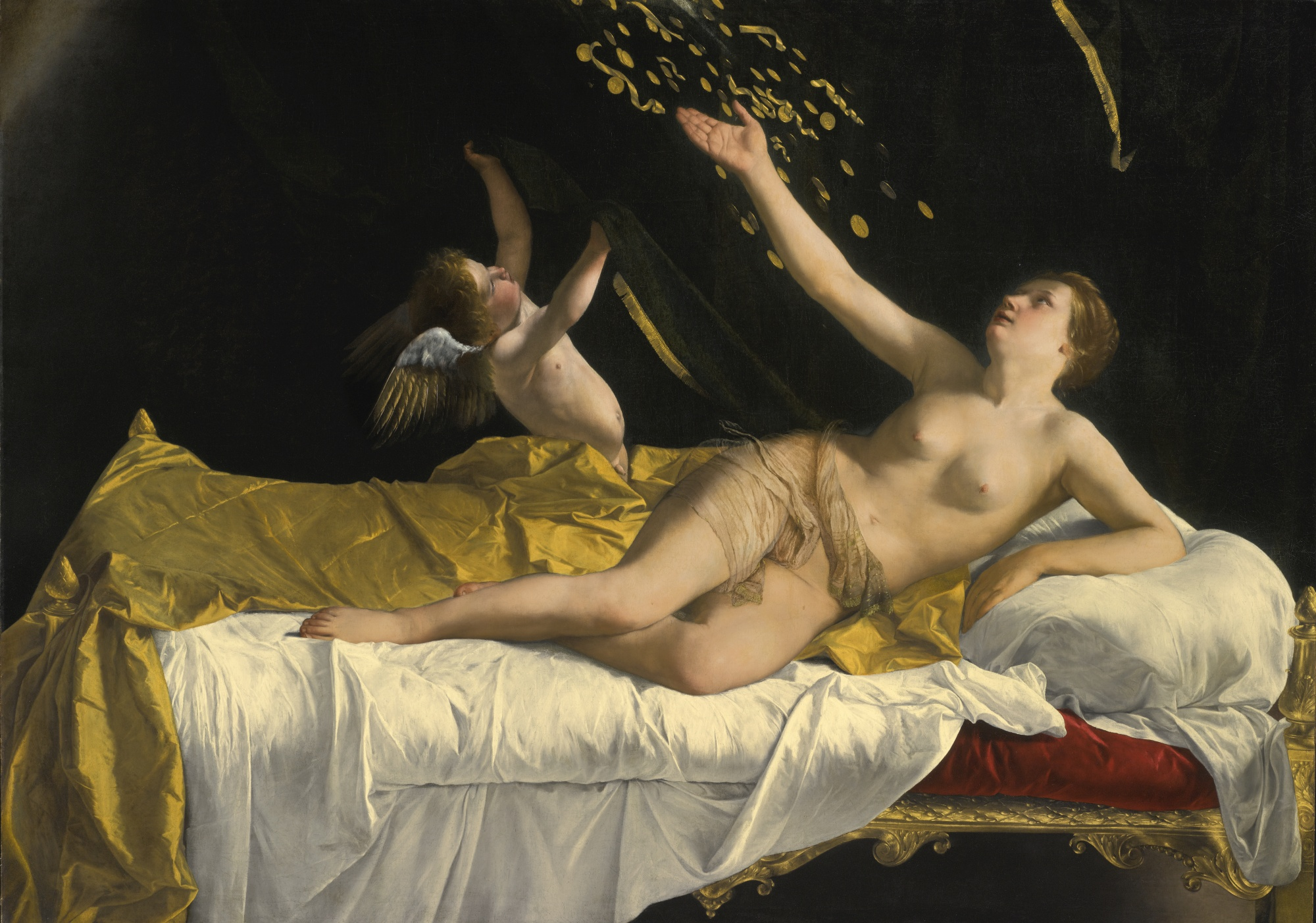
Orazio Gentileschi, 1621–1623.
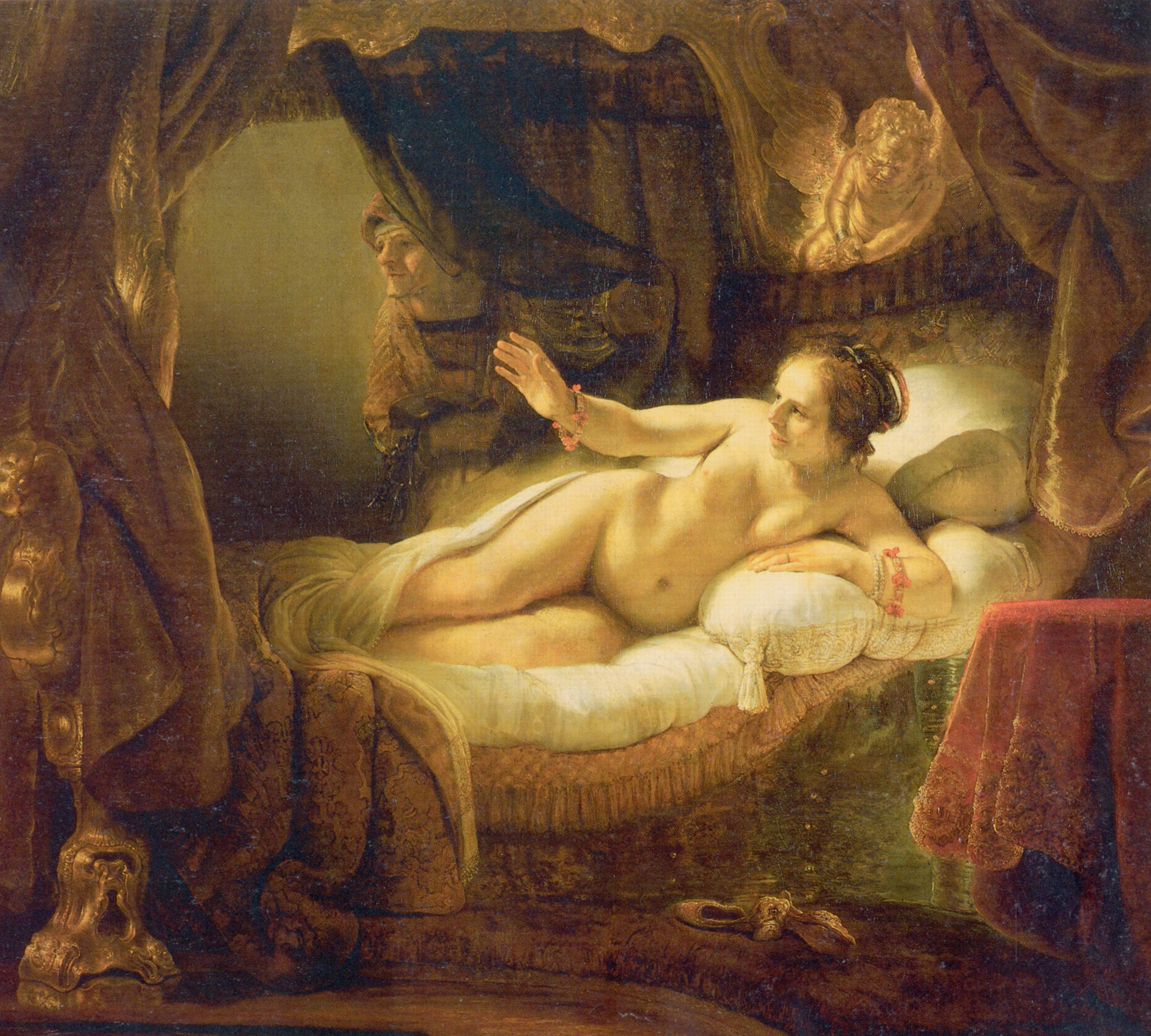
Rembrandt, c. 1636.
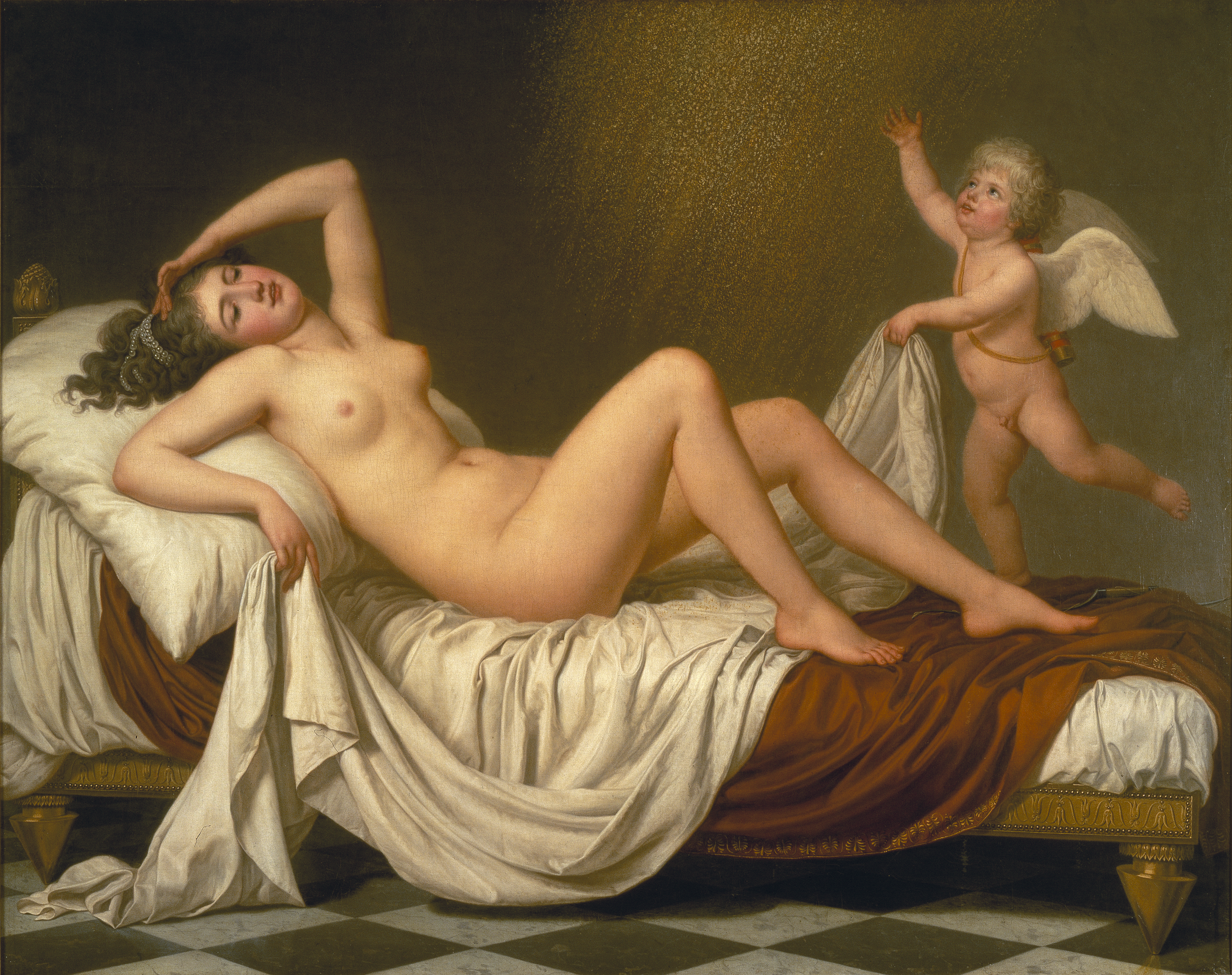
Dánae y la lluvia de oro de Adolf Ulrik Wertmüller, 1787.
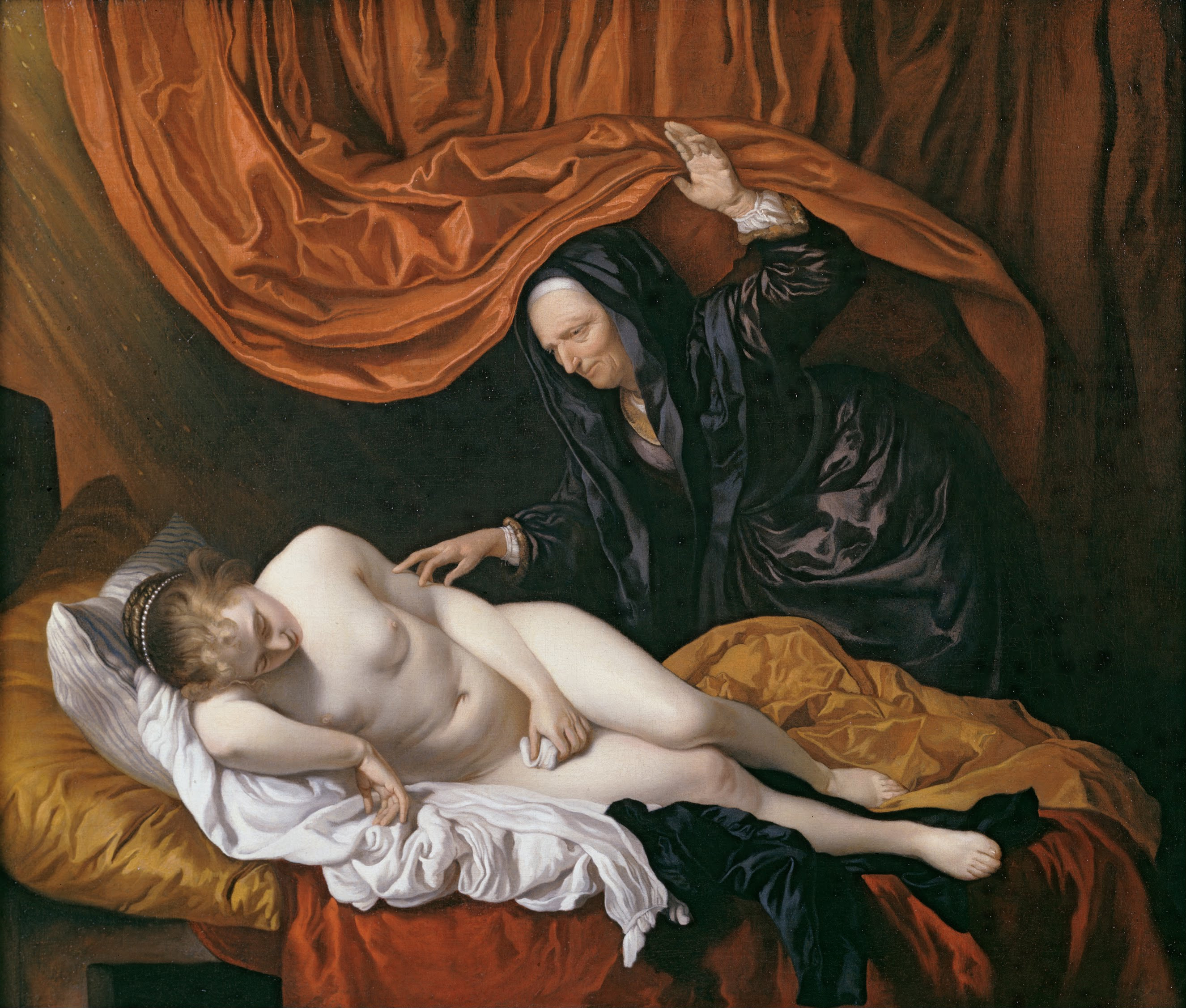
Jacob van Loo, 1650.
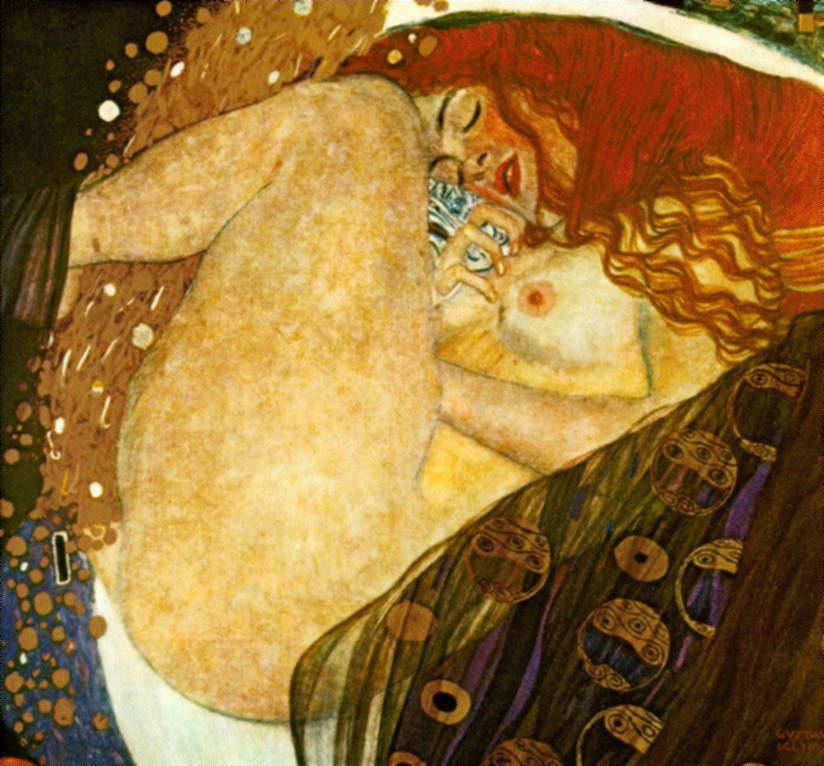
Dánae de Gustav Klimt, 1907.